# Адриенна д’Эстутвиль
Адриенна д’Эстутвиль (фр. Adrienne d'Estouteville; 20.10.1512, Три — 15/31.12.1560, там же) — герцогиня д’Эстутвиль с 1534.
Дочь и наследница Жана III д’Эстутвиля ((1482—1517) и Жаклин д’Эстутвиль, дамы де Муайон и де Гасе.
После смерти отца унаследовала обширные владения в Нормандии — шателению Вальмон, баронию Клёвиль, виконтство Роншевиль, сеньории Эстутвиль, Брикбек, Три, Варанжевиль, Берневаль и другие (всего более 20 сеньорий).
По настоянию короля Франциска I при посредничестве Маргариты Ангулемской мать выдала её замуж за Франсуа де Бурбона (1491—1545), графа де Сен-Поль, брачный контракт от 9 февраля 1534 года. При этом все владения Адриенны были объединены и в августе 1534 года королевской грамотой получили статус герцогства Эстутвиль. Данное решение было утверждено Руанским парламентом (12.09.1534) и Парижской счётной палатой (19.10.1534).
Дети:
- Франсуа II де Бурбон (1536—1546), герцог д’Эстутвиль, граф де Сен-Поль
- Мария де Бурбон (30.05.1539—7.04.1601), герцогиня д’Эстутвиль, графиня де Сен-Поль. Муж 1) (1557): Жан де Бурбон, граф де Суассон (1528—1557); 2) (1560): Франсуа I Клевский, герцог Неверский (1516—1562); 3) (1563): Леонор д’Орлеан, герцог де Лонгвиль (1540—1573)

После смерти супруга (1545) Адриенна д’Эстутвиль управляла его наследством в качестве опекуна своего сына Франсуа и дочери — Марии (до её замужества).
В 1547 году получила от короля в пожизненное владение графство Монфор-л-Амори (до этого, в 1537—1544 годах, им владел её покойный муж в качестве компенсации за графство Сен-Поль, захваченное императором Карлом V).
Умерла в Три между 15 и 31 декабря 1560 года (согласно некоторым источникам — от травм, полученных в результате падения с лошади). Похоронена в монастыре Вальмон вместе с мужем и сыном.